# 総合公園バンブー・ジョイ・ハイランド
総合公園バンブー・ジョイ・ハイランド（そうごうこうえんバンブー・ジョイ・ハイランド）は広島県竹原市にある総合公園である。

## 概要
竹原市の市木および街づくりのシンボルである竹をテーマとした総合運動公園。公園内には約20種類・約1,300本の桜が植樹されている。ネーミングライツ事業により、2020年よりネーミングライツパートナーである株式会社中国工業開発の住宅事業部門である「ピースリーホーム」を冠した愛称として、「ピースリーホーム バンブー総合公園」を使用している。2011年より放送されていたテレビアニメ『たまゆら』の作中にも登場する。

## 歴史
- 1993年3月 - バンブー・ジョイ・ハイランド整備事業 「竹の館」完成[6]
- 1994年
  - 3月 - バンブー・ジョイ・ハイランド開園[6]
  - 10月 - 園内 竹原市体育館完成[6]
- 2017年 - 幼児用遊具完成[7]
- 2018年 - 平成30年7月豪雨により山が一部崩落し、一部の遊具が損壊
- 2019年4月6日 - 児童用遊具完成[7]
- 2020年
  - 2月28日 - 株式会社中国工業開発とネーミングライツパートナー契約締結[5]
  - 4月1日 - ネーミングライツ事業により愛称として、各種イベントなどで「ピースリーホーム バンブー総合公園」の使用開始[5]

## 園内施設
- 出会いの広場
  - 野外劇場、芝生広場
- 竹の館
  - 展示室、工芸教室、和室（茶室）
- 竹生態園
- 水の広場
  - 修景池、四阿
- 子供広場
- 花木園
- 散策路
- 体育館
  - メインアリーナ、トレーニングルーム、会議室、更衣室、公園管理事務室他
- 多目的グラウンド
- テニスコート
  - クレイコート8面、練習コート1面
- ドッグラン